# Edict

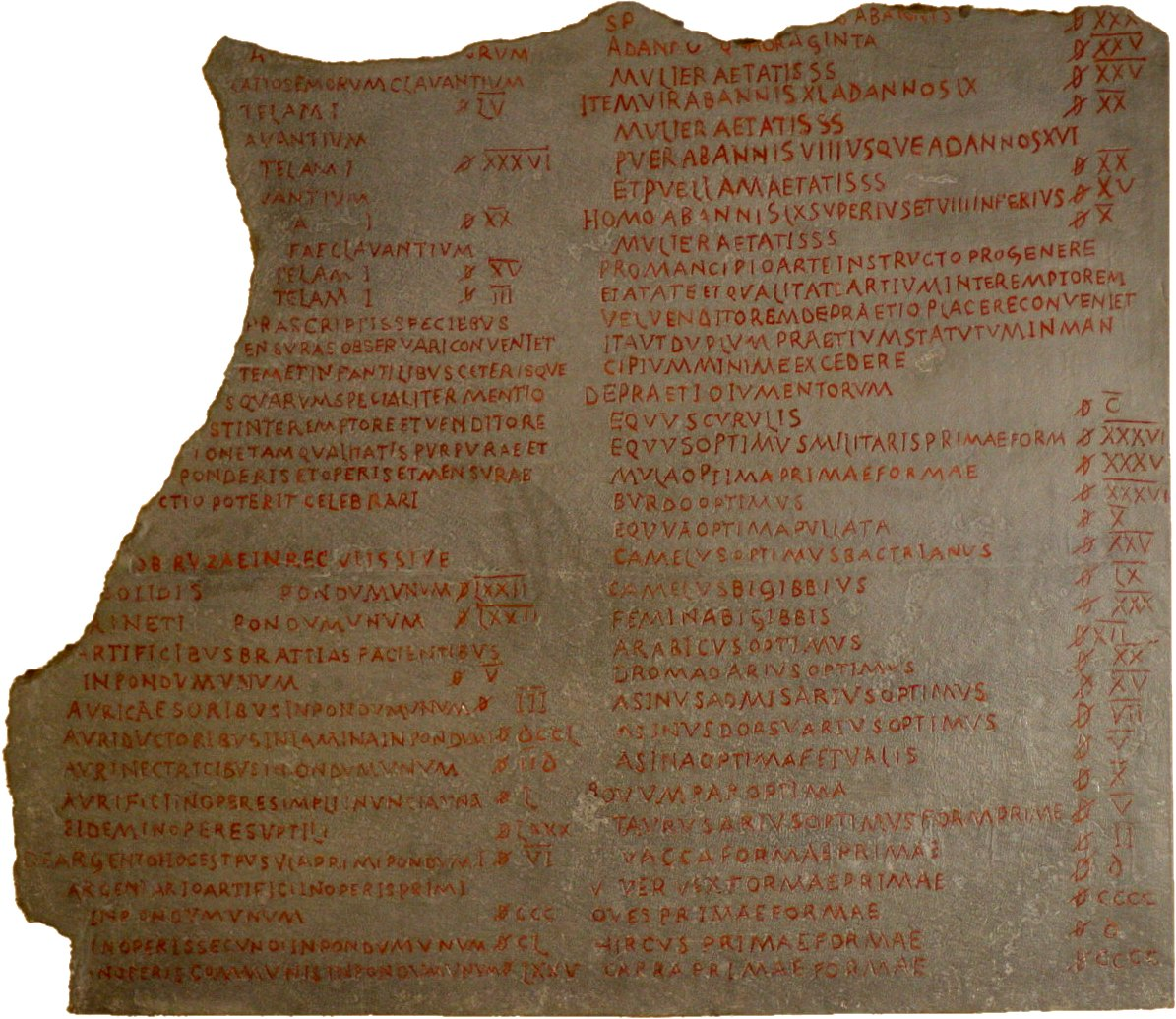
Fragment van het Edictum de pretiis rerum venalium of het maximumprijzenedict in het Pergamonmuseum te Berlijn.

Een edict (Latijn: edicere, bekendmaken, publiceren) is een besluit of verordening met kracht van wet, uitgevaardigd door een heerser met wetgevende bevoegdheid, in het oude Rome de magistraat. In de geschiedenis had vaak een absoluut heerser als keizer, koningin of paus de macht om alleen een wet tot stand te brengen. Tegenwoordig bestaat in veel landen een staatsrechtelijk systeem waar ook de bevolking betrokken is bij de totstandkoming van wetgeving of alleen een volksvertegenwoordiging tot wetgeving kan besluiten.

## Bekende edicten uit de geschiedenis
- Edict van Amboise
- Edict van Caesar
- Edict van Gallienus
- Edict van Milaan
- Edict van Nantes
- Edict van Nicomedia
- Edict van Pîtres
- Edict van Saint-Germain (1562)
- Edict van Tolerantie
- Edict van Villers-Cotterêts
- Edict van Worms
- Edict van Yazdegird II
- Edictum Chlotharii
- Edictum Rothari
- Eeuwig Edict (1577)
- Eeuwig Edict (1611)
- Eeuwig Edict (1667)
- Keizerlijk Edict (1786)
- Verdrijvingsedict
- Edictum de pretiis rerum venalium